# Rhamnus dumetorum
Rhamnus dumetorum är en brakvedsväxtart som beskrevs av Camillo Karl Schneider. Rhamnus dumetorum ingår i släktet getaplar, och familjen brakvedsväxter. Utöver nominatformen finns också underarten R. d. crenoserrata.